# Бономи, Мауро
Мауро Бономи (итал. Mauro Bonomi, 23 августа 1972, Кремона, Италия) — итальянский футболист, игравший на позиции защитника.

## Клубная карьера
Родился 23 августа 1972 года в городе Кремона. Воспитанник футбольной школы клуба «Кремонезе». Взрослую футбольную карьеру начал в 1990 году в основной команде того же клуба, в которой провёл два сезона, приняв участие в 49 матчах чемпионата.
С 1992 по 1997 год играл в составе команд клубов «Лацио», «Кальяри», «Чезена» и «Болонья».
Привлёк внимание представителей тренерского штаба клуба «Торино», к составу которого присоединился в 1997 году. Сыграл за туринскую команду следующие четыре сезона своей игровой карьеры. Большую часть времени, проведённого в составе «Торино», был основным игроком защиты команды.
В течение 2001—2005 годов защищал цвета клубов «Наполи» и «Катандзаро».
Завершил профессиональную игровую карьеру в нижнелиговом клубе «Равенна», за команду которого выступал на протяжении 2005—2006 годов.

## Выступления за сборные
В 1989 году дебютировал в составе юношеской сборной Италии, принял участие в 8 играх на юношеском уровне.
В течение 1991—1992 годов привлекался в состав молодёжной сборной Италии. На молодёжном уровне сыграл в 12 официальных матчах.
В 1992 году защищал цвета олимпийской сборной Италии. В составе этой команды провёл 5 матчей. В составе сборной был участником футбольного турнира на Олимпийских играх 1992 года в Барселоне.